# Bursa (település)
Bursa (más nevei Brusa, görögül: Prusa, Προύσσα) Törökország északnyugati részén fekvő Bursa tartományának székhelye, az ország negyedik legnagyobb városa. A város híres az Uludağ hegységen található síparadicsomáról, az oszmán szultánok mauzóleumairól és termékeny földjéről. Híresek a gesztenyéből készült bursai édességek és az itteni iskender kebab.
2014-ben a várost az UNESCO Világörökség részévé nyilvánították.

## Történelme

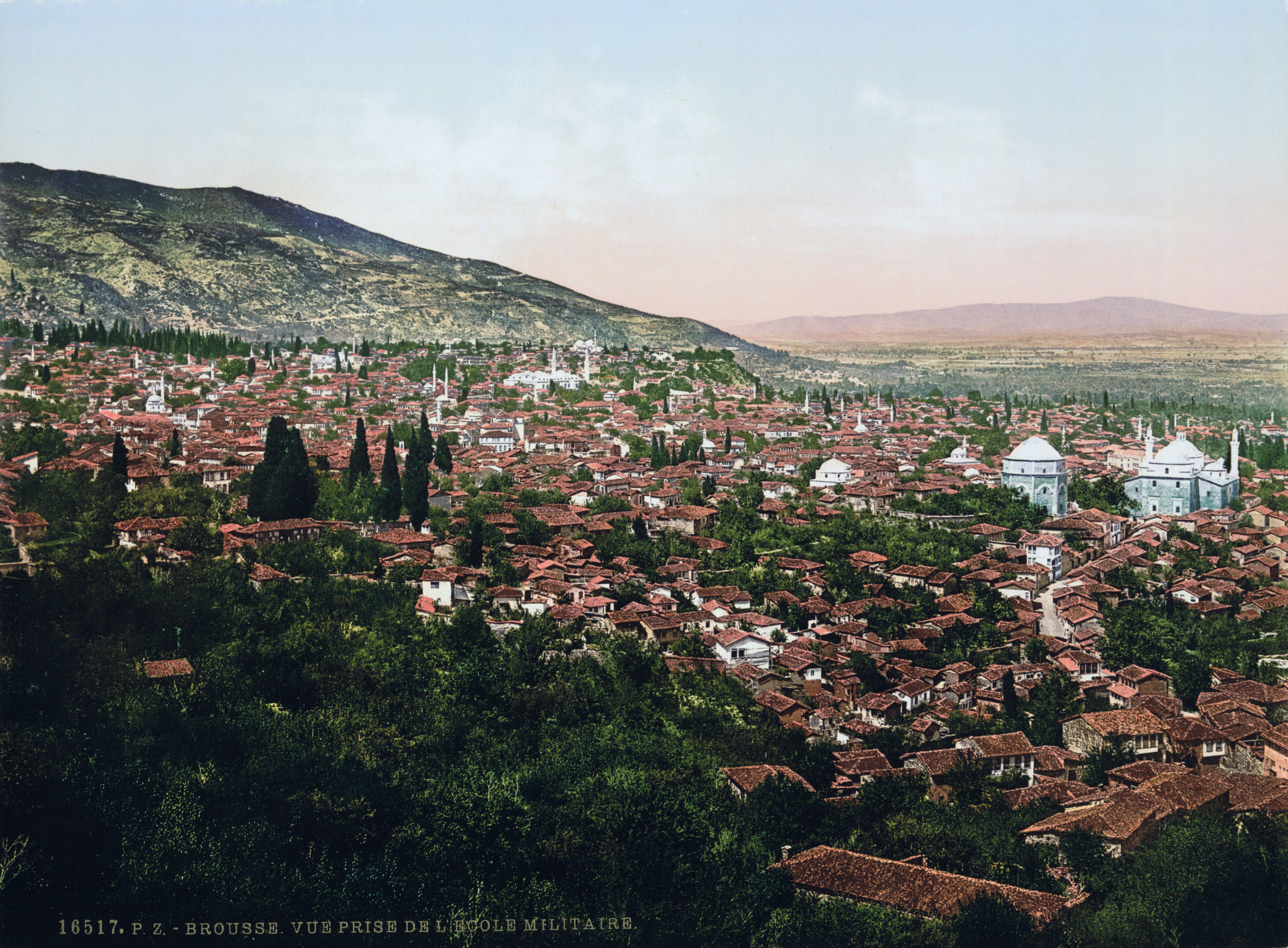
Bursa, 1890

A legkorábbi ismert város a területen Kiosz volt, melyet V. Philipposz makedón király adományozott I. Prusziasznak, Bithünia királyának i. e. 202-ben, Pergamon és Hérakleia Pontica (ma Karadeniz Ereğli) ellen nyújtott segítségéért cserébe. Prusziasz saját maga után Pruszának nevezte el a várost.
Prusza hamarosan nagyváros lett a Selyemúton, és néhány évtizeden át az Oszmán Birodalom fővárosa is volt, miután elfoglalták Bizánctól 1326-ban, egészen Edirne 1362-es bevételéig. Ezután továbbra is fontos kereskedelmi és adminisztratív központ maradt. Az oszmán időszakban Bursa volt a legfontosabb selyemforrás. Iránból és Kínából kapta a selymet, melyet aztán helyben használtak föl kaftánok, párnák, hímzések és más selyemből készült ruhaneműk és dísztárgyak készítéséhez. Az egyes anyagok elkészítéséhez arany és ezüst szálakat is felhasználtak, ami rendkívül drágává tette az itt készülő luxuscikkeket, hiszen a selyemfonálra kézzel tekerték fel a hihetlenül vékony ezüst illetve aranyszálakat. 1852 és 1855 között itt élt az algériai ellenállás vezetője, Abd el-Káder, valamint itt töltötte száműzetésésnek első évét (1963.) Homeini ajatollah. Többek között itt van eltemetve az iszlám tudós és szúfi Ismail Hakkı Bursevi.

## Éghajlat
| Hónap                                                                                      | Jan.  | Feb.  | Már.  | Ápr. | Máj. | Jún. | Júl. | Aug. | Szep. | Okt. | Nov. | Dec.  | Év    |
| ------------------------------------------------------------------------------------------ | ----- | ----- | ----- | ---- | ---- | ---- | ---- | ---- | ----- | ---- | ---- | ----- | ----- |
| Rekord max. hőmérséklet (°C)                                                               | 25,2  | 26,9  | 32,5  | 36,2 | 38,2 | 41,3 | 43,8 | 42,6 | 40,3  | 37,3 | 34,0 | 27,3  | 43,8  |
| Átlagos max. hőmérséklet (°C)                                                              | 9,4   | 10,4  | 13,7  | 18,9 | 23,8 | 28,3 | 30,8 | 30,9 | 27,2  | 21,9 | 16,5 | 11,5  | 20,3  |
| Átlagos min. hőmérséklet (°C)                                                              | 1,6   | 2,1   | 3,5   | 7,1  | 11,3 | 14,8 | 17,1 | 17,1 | 13,6  | 10,1 | 6,3  | 3,4   | 9,0   |
| Rekord min. hőmérséklet (°C)                                                               | −20,5 | −25,7 | −10,5 | −4,2 | 0,8  | 4,0  | 8,3  | 7,6  | 3,3   | −1,0 | −8,4 | −17,9 | −25,7 |
| Átl. csapadékmennyiség (mm)                                                                | 89    | 76    | 70    | 63   | 50   | 34   | 22   | 17   | 42    | 67   | 78   | 101   | 707   |
| Havi napsütéses órák száma                                                                 | 87    | 96    | 130   | 174  | 242  | 297  | 335  | 313  | 237   | 174  | 123  | 90    | 2297  |
| Forrás: Turkish State Meteorological Service , Deutscher Wetterdienst (humidity 1973–1993) |       |       |       |      |      |      |      |      |       |      |      |       |       |

## Gazdaság
Bursa a török autógyártás központja, ahová a Fiat és a Renault telepített üzemeket. A város ipari parkjában textil és élelmiszergyárak (például Coca-Cola és Pepsi) kaptak helyet. A kiváló talajon korábban virágzó mezőgazdaság az egyre erősödő iparosítás következtében hanyatlik. Gyorsan növekvő gazdasága miatt Bursa az „anatóliai tigrisek” csoportjába tartozik.
A város turisztikai szempontból is rendkívül vonzó; a közeli Uludağ hegység síparadicsoma vonzza a külföldi vendégeket, az ókor szerelmesei pedig a közelben található Nikaia városába látogathatnak el, ahol a négy bibliát egyesítették.

## Látnivalók
- Uludağ Nemzeti Park

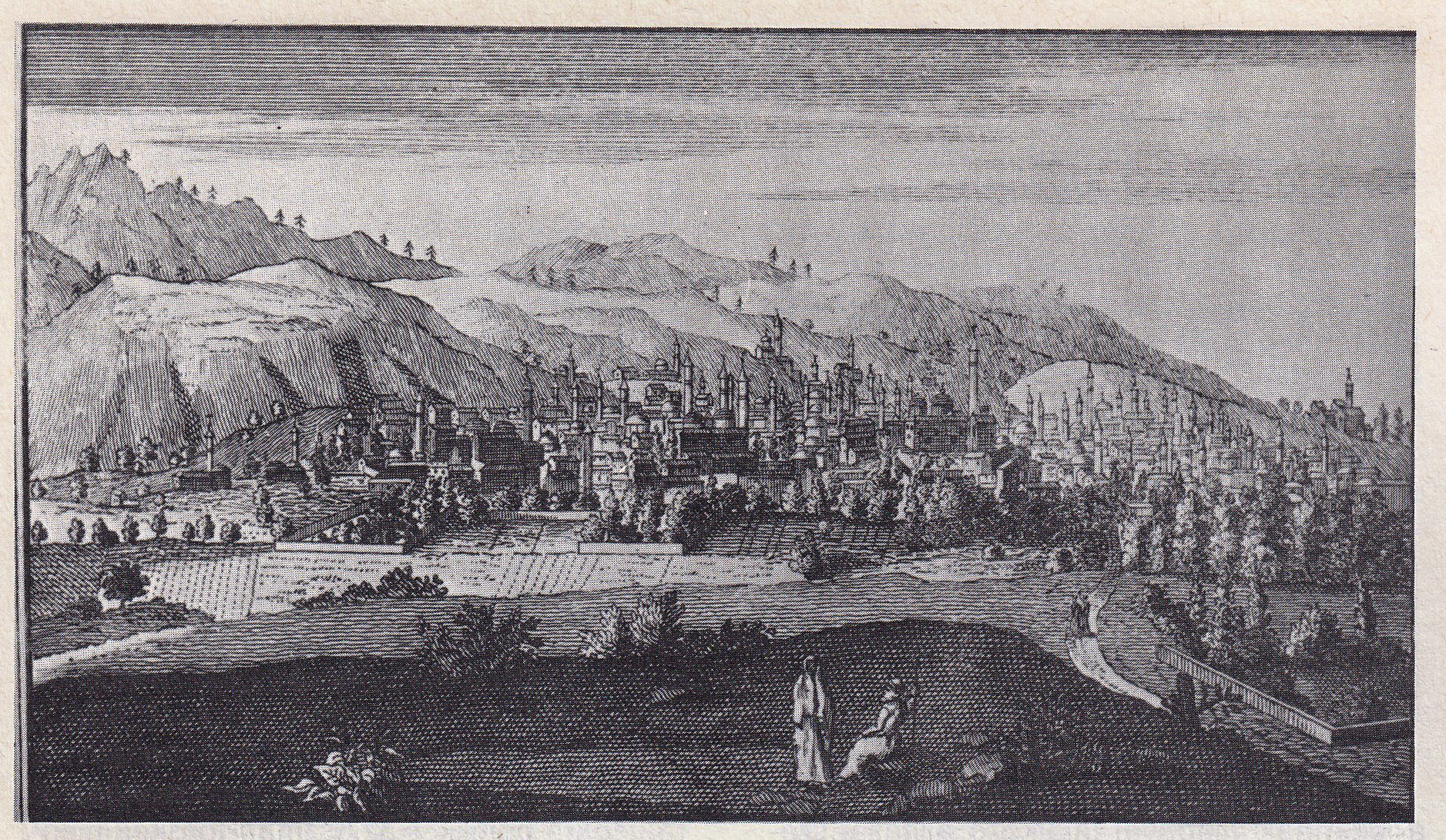
Bursza mint az Oszmán Birodalom fővárosa

- Çekirge, Armutlu, Oylat és Gemlik melegvizű forrásai
- Armutlu, Kumla és Kurşunlu (strand)
- Prusa városfala
- İznik (Nicaea), Karacabey (Miletopolis), Mudanya (Mirlea), Mustafakemalpaşa (Kirmastı), Orhaneli (Atranos) és Yenişehir (Neopolis) ősi városai
- Ayasofya, Koimesis, Hagios templomai
- Orhan-mecset
- Yıldırım-mecset, Yeşil-mecset, Hüdavendigar-mecset, Murát-mecset, Koca Sinan Paşa-mecset, İshak Paşa-mecset
- A Yıldırım-bazár
- Múzeumok: archeológiai múzeum, Atatürk-múzeum, török építészeti múzeum, iszlám művészetek múzeuma

## Ulu Cami (Nagy Mecset)

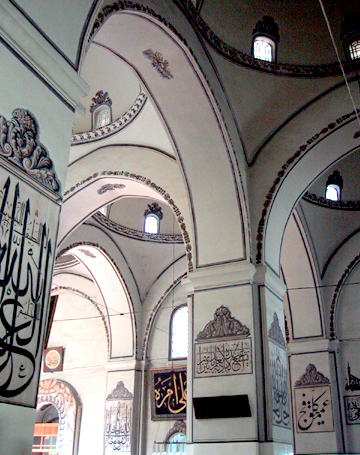
Az Ulu Cami (Nagy Mecset) belső tere

Az Ulu Cami (szó szerint Nagy Dzsámi) Bursa legnagyobb mecsete, a korai oszmán építészet egyik kiváló példája. 1396–1400 között Ali Necar építette I. Bajazid szultán parancsára. A mecset négyszög alakú, húsz kupolával rendelkezik, melyek négyszer ötös elrendezésben találhatóak és tizenkét oszlop tartja őket. A mecsethez két minaret tartozik. Belső terét 192 hatalmas falfelirat díszíti, melyeket híres iszlám kalligrafikusok készítettek. Található benne egy szökőkút (şadırvan) is, a hívők ima előtti rituális tisztálkodáshoz. A belső tér kialakítása békés, nyugodt, intim légkört teremt, ellentétben a későbbi oszmán mecsetek kialakításával (például Szinán munkáiban), ahol a hangsúlyt a hatalmasságra és lenyűgözésre helyezték, a birodalom erejét bizonyítandó.

## Testvérvárosok
| - Darmstadt, Németország - Szarajevó, Bosznia-Hercegovina - Multán, Pakisztán - Oulu, Finnország - Tiffin, Ohio, Amerikai Egyesült Államok - Kairouan, Tunézia - Denizli, Törökország - Lefkoşa, Észak-Ciprus - Ansan, Kína - Bitola, Észak-Macedónia | - Herzlija, Izrael - Ceadîr-Lunga, Gagauzia, Moldova - Kizilorda, Kazahsztán - Muaskar, Algéria - Kulmbach, Németország - Pleven, Bulgária - Plovdiv, Bulgária - Tirana, Albánia - Kassa, Szlovákia - Vinnicja, Ukrajna |

## Galéria

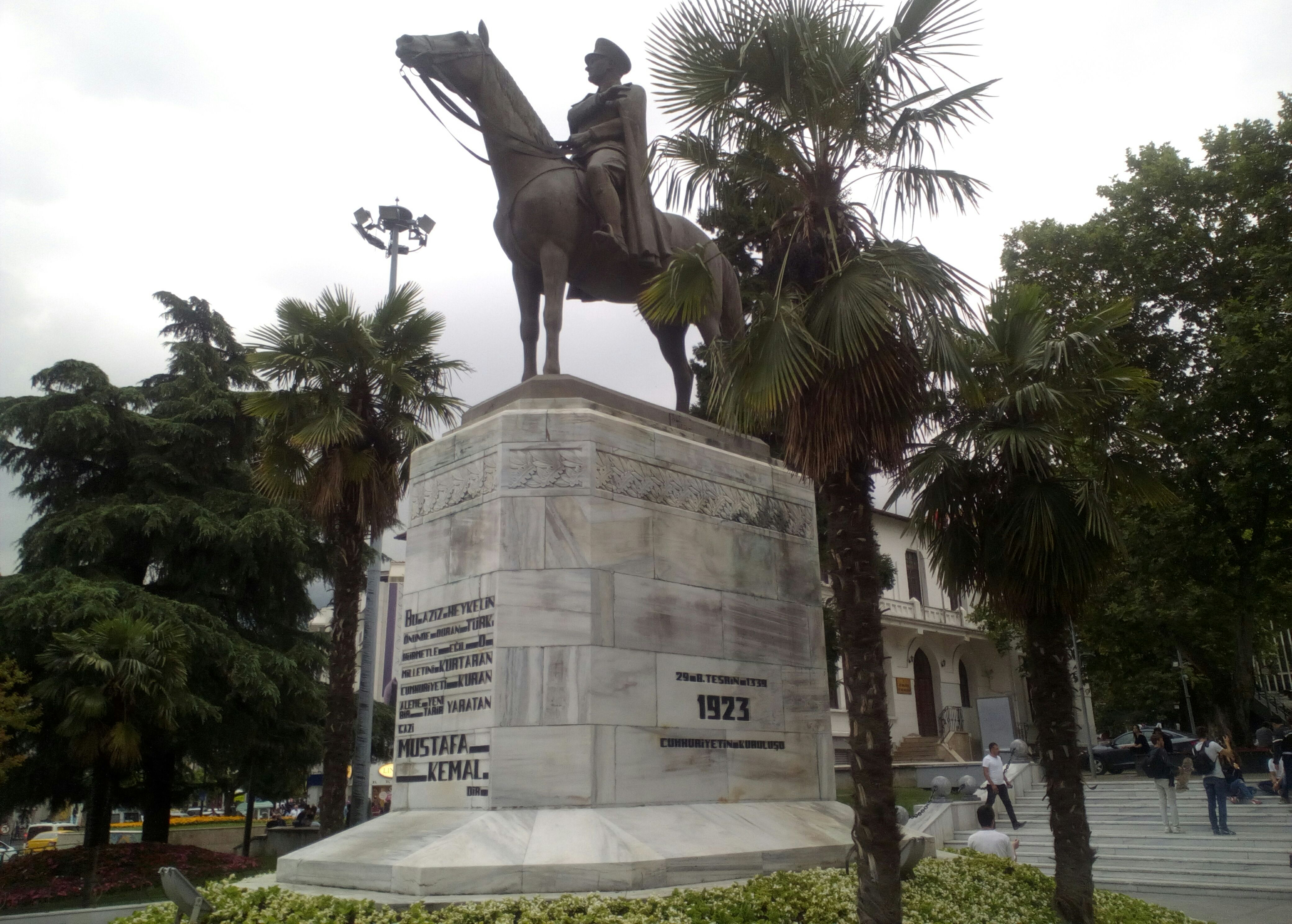
Atatürk lovasszobra
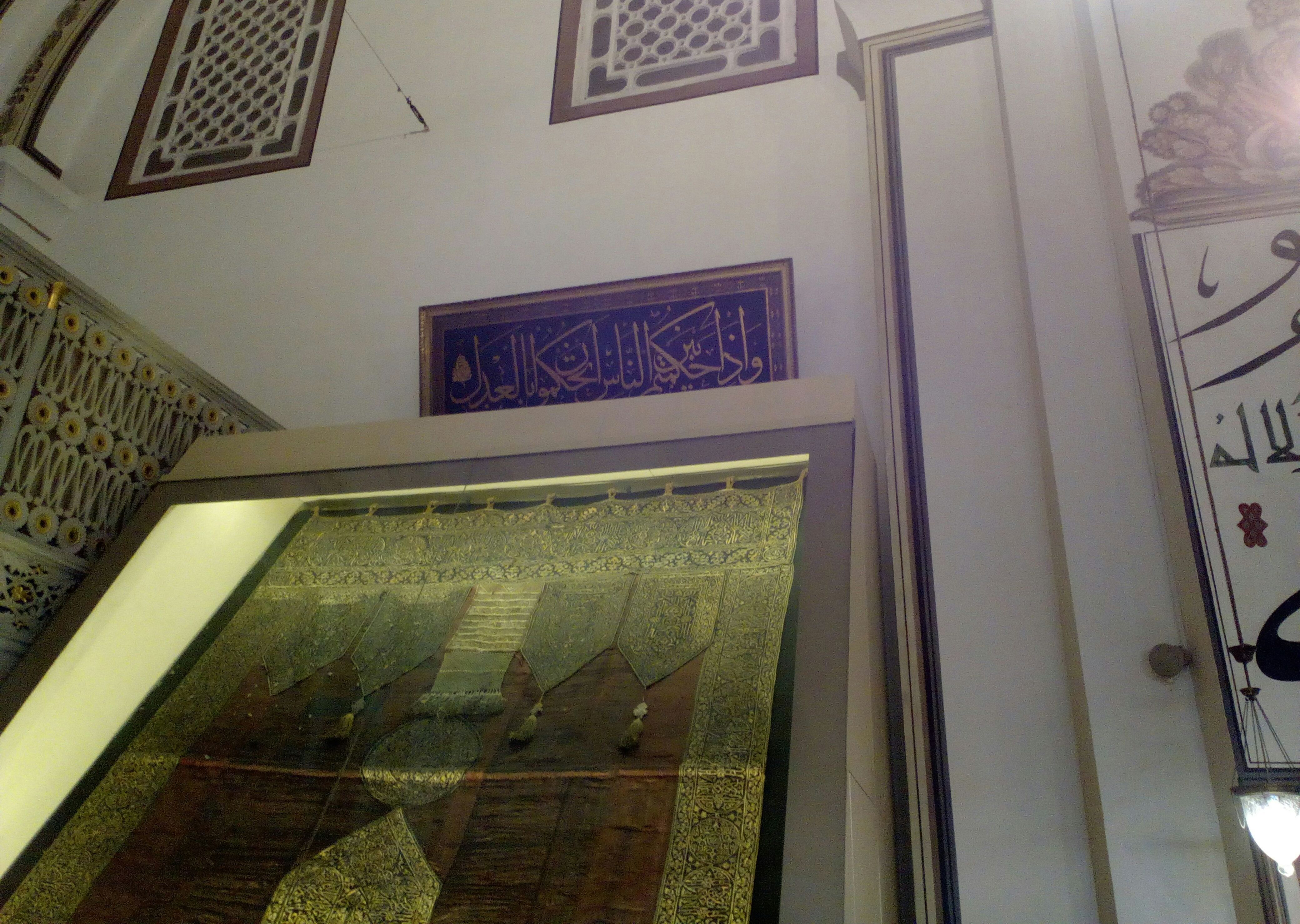
Ulu Cami
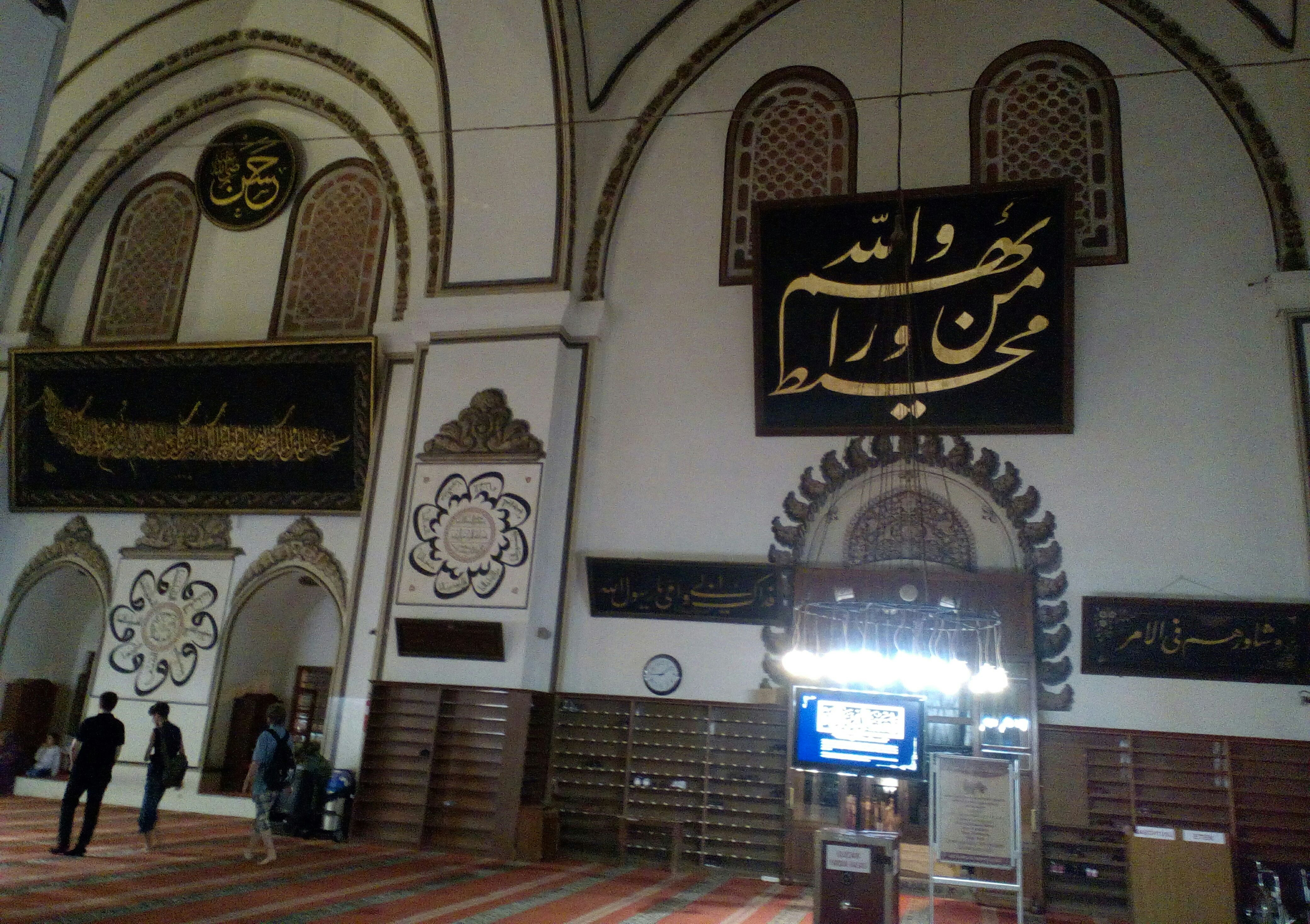
Ulu Cami
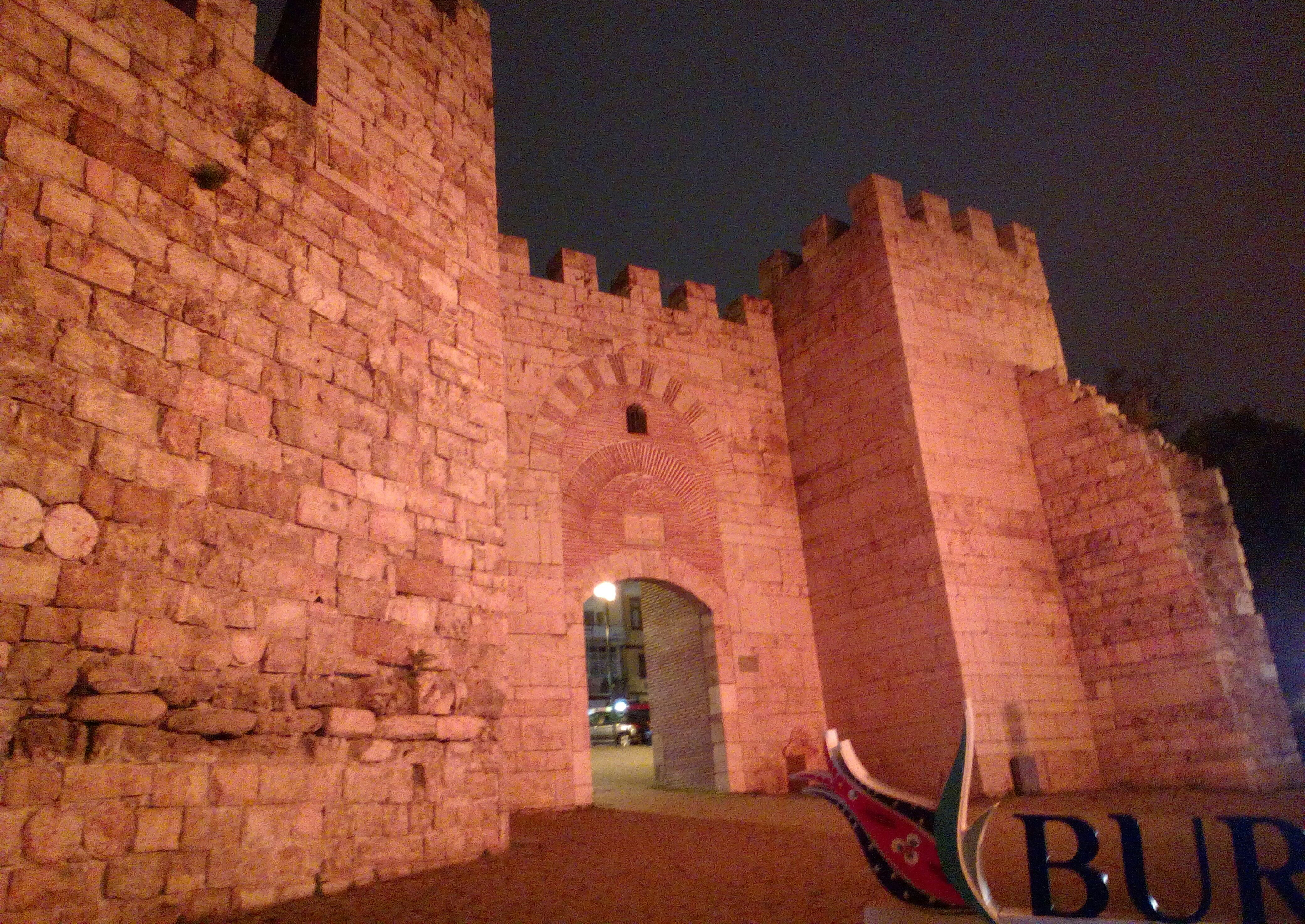
A bursai vár kapuja
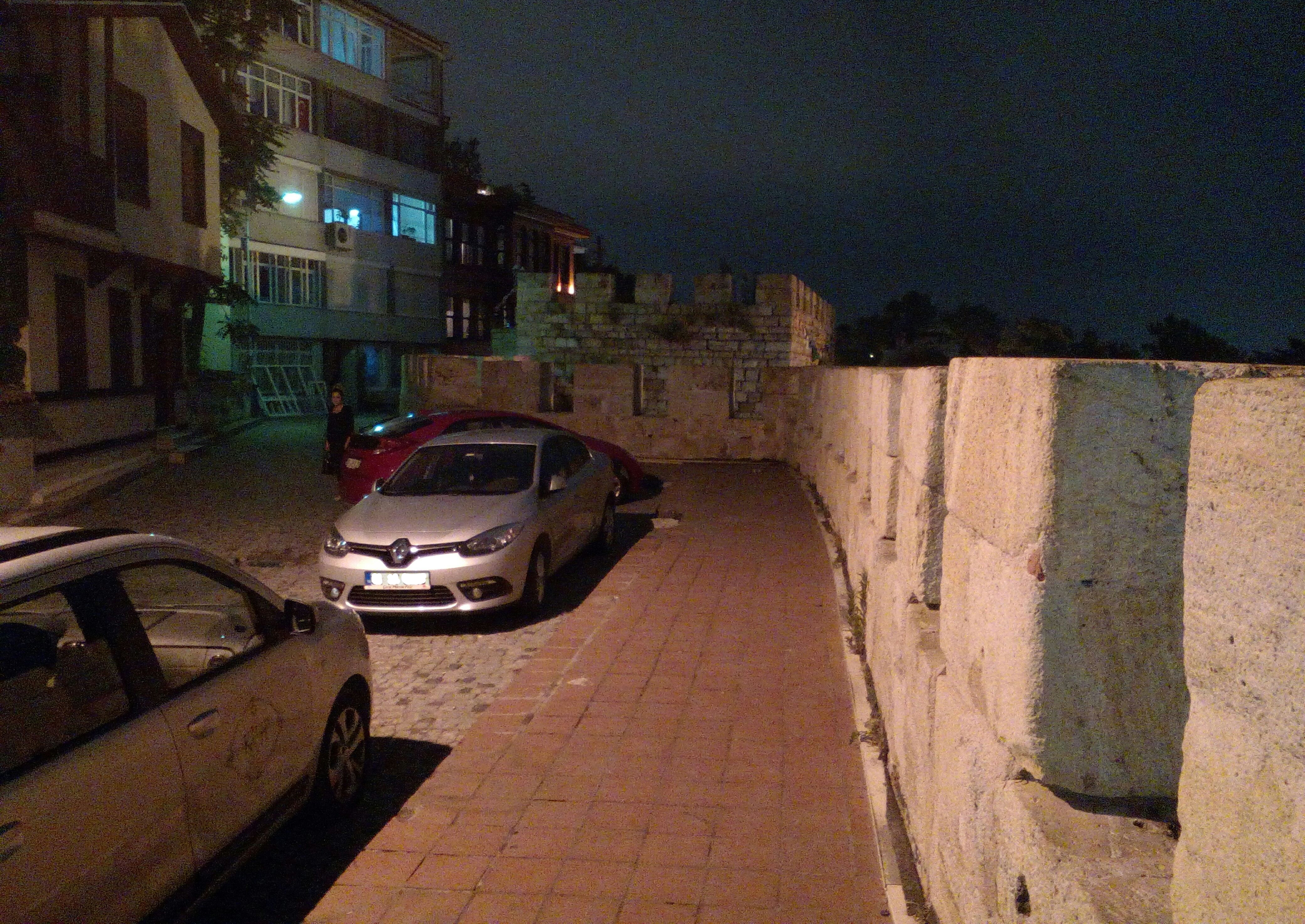
A várfal
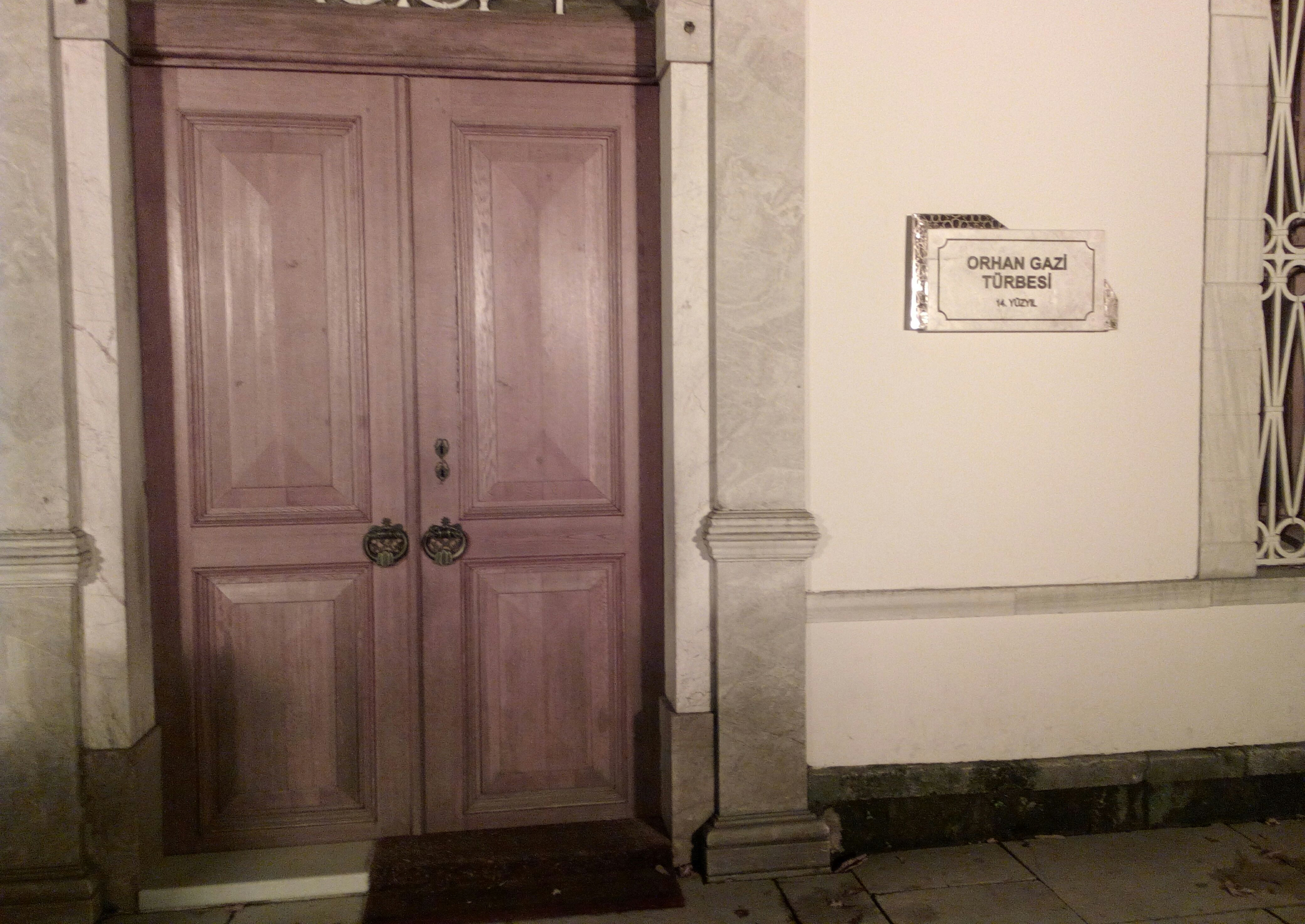
Orhán türbéje
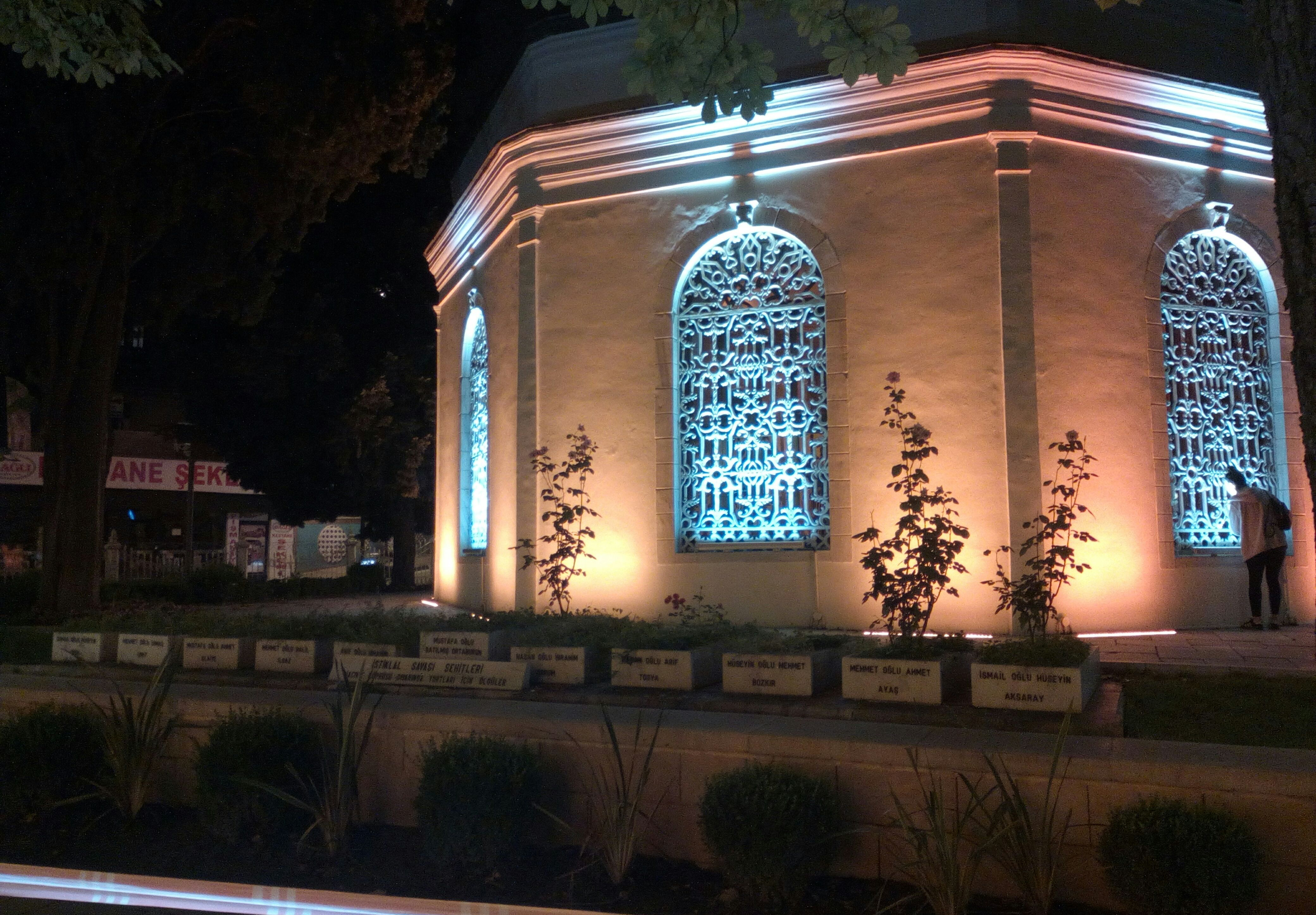
Orhán türbéje